# San José Mujular
San José Mujular är en ort i Mexiko.   Den ligger i kommunen Bochil och delstaten Chiapas, i den sydöstra delen av landet, 700 km öster om huvudstaden Mexico City. San José Mujular ligger 1 545 meter över havet och antalet invånare är 278.
Terrängen runt San José Mujular är kuperad åt nordost, men åt sydväst är den bergig. Runt San José Mujular är det ganska tätbefolkat, med 80 invånare per kvadratkilometer. Närmaste större samhälle är Pueblo Nuevo Jolistahuacan, 8,0 km nordost om San José Mujular. I omgivningarna runt San José Mujular växer huvudsakligen savannskog.